# Домарадзька-Кузня
Домарадзька-Кузня (пол. Domaradzka Kuźnia, нім. Dammratschhammer) — село в Польщі, у гміні Покуй Намисловського повіту Опольського воєводства. Населення — 210 осіб (2022).

## Демографія
Демографічна структура станом на 31 березня 2011 року:
|          | Загалом | Допрацездатний вік | Працездатний вік | Постпрацездатний вік |
| -------- | ------- | ------------------ | ---------------- | -------------------- |
| Чоловіки | 117     | 19                 | 90               | 8                    |
| Жінки    | 105     | 21                 | 69               | 15                   |
| Разом    | 222     | 40                 | 159              | 23                   |